# 种时光
种时光（?—?），种姓，名时光，（921-971）中國五代十国之南唐烈祖李昪的后宫，江西人。
种时光性情警悟，通书计。十六岁入宫，属于乐部的宫伎。被皇后宋福金推荐，得幸生李景逷。李景逷因为是李昪当皇帝後生的儿子，非常宠爱，种时光被封为夫人。李昪常常发怒，种氏侍候从容，缓解李昪的怒火。李昪因为儿子齐王李景通玩弄乐器，斥责他。种时光于是说李景逷才过於李景通，李昪大怒，将她幽禁在别宫。数月后，命她剃度为尼。李景逷在李昪在位时没有封爵。李景通即位为元宗，封李景逷为保宁王，种时光到李景逷王府赡养，封为王太妃。宋福金想要惩治种时光，被元宗劝阻，种时光以五十寿终。